# Microtendipes lugubris
Microtendipes lugubris är en tvåvingeart som beskrevs av Jean-Jacques Kieffer 1921. Microtendipes lugubris ingår i släktet Microtendipes och familjen fjädermyggor.
Artens utbredningsområde är Polen. Inga underarter finns listade i Catalogue of Life.